# Yrouerre
Yrouerre là một xã của Pháp, tọa lạc ở tỉnh Yonne trong vùng Bourgogne-Franche-Comté.
Người dân ở đây trong tiếng Pháp gọi là Iratoriens.

## Biến động dân số
| 1962                                                 | 1968 | 1975 | 1982 | 1990 | 1999 |
| ---------------------------------------------------- | ---- | ---- | ---- | ---- | ---- |
| 143                                                  | 161  | 152  | 136  | 161  | 197  |
| Số liệu lấy từ năm 1962: Dân số không tính hai trùng |      |      |      |      |      |